# The Evolution of Man
The Evolution of Man is het vierde studioalbum van Example en werd uitgebracht op 19 november 2012 door Ministry of Sound. Het bevat onder andere de hit We'll be comming back van Calvin Harris en bevat 13 tracks plus 8 bonustracks. In tegenstelling tot de vorige albums van Example wordt in dit album meer gebruikgemaakt van elektrische gitaar. Het album was dan ook bedoeld als Example's Rock-album.

## Singles
- "Say Nothing" is de eerste single die uitkwam op 16 september 2012 en is geproduceerd door Dirthy South. De single stond op nummer 2 in de UK Singles Chart.
- "Close Enemies" kwam als tweede uit op 11 november 2012. De single kwam op de 37ste plek te staan in de UK Singles Chart.
- "Perfect Replacement" is de derde single van het album. De single kwam uit op 24 februari 2013 en is geproduceerd door Feed Me. Deze single behaalde nummer 49 in de UK Singles Chart.

## Tracklist
| Nr. | Titel                                              | Schrijver(s)                                   | Producer(s)         | Duur |
| --- | -------------------------------------------------- | ---------------------------------------------- | ------------------- | ---- |
| 1.  | Come Taste the Rainbow                             | Elliot Gleave, Adegbenga Adejumo               | Benga               | 4:11 |
| 2.  | Close Enemies                                      | Gleave, Alex Smith                             | Alex Smith          | 4:22 |
| 3.  | Perfect Replacement                                | Gleave, Jon Gooch                              | Feed Me             | 3:28 |
| 4.  | Crying Out for Help                                | Gleave, Thomas Olsen, Graham Coxon             | Tommy Trash         | 4:13 |
| 5.  | Queen of Your Dreams                               | Gleave, Alessandro Lindbald                    | Alesso              | 3:12 |
| 6.  | Say Nothing                                        | Gleave, Johnny McDaid, Dragan Roganović, Coxon | Dirty South         | 3:41 |
| 7.  | All My Lows                                        | Gleave, Roganović                              | Dirty South         | 5:50 |
| 8.  | The Evolution of Man                               | Gleave, Smith                                  | Alex Smith          | 3:56 |
| 9.  | One Way Mirror                                     | Gleave, Roganović                              | Dirty South         | 4:39 |
| 10. | Snakeskin                                          | Gleave, Ed Keeley, Andy Sheldrake, Coxon       | Friction, Sheldrake | 4:22 |
| 11. | Blood From a Stone                                 | Gleave, Zane Lowe, Coxon                       | Zane Lowe           | 4:49 |
| 12. | Are You Sitting Comfortably?                       | Gleave, Oliver Jones                           | Skream              | 3:38 |
| 13. | We'll Be Coming Back (Calvin Harris feat. Example) | Gleave, Calvin Harris                          | Calvin Harris       | 3:57 |

| Nr. | Titel                                         | Schrijver(s)                            | Producer(s)        | Duur |
| --- | --------------------------------------------- | --------------------------------------- | ------------------ | ---- |
| 1.  | Let's Be F*cking Stupid                       | Gleave, Ollie Corneer, Stefan Engblom   | Dada Life          | 4:03 |
| 2.  | Someone To Die For (Example & Dillon Francis) | Gleave, Dillon Francis                  | Dillon Francis     | 4:35 |
| 3.  | Whisper (Example vs. AN21 & Max Vangeli)      | Gleave, Antoine Josefsson, Max Vangeli  | AN21 & Max Vangeli | 4:01 |
| 4.  | Eutopia (Fade Away) (Example & Laidback Luke) | Gleave, Luke van Scheppingen            | Laidback Luke      | 4:30 |
| 5.  | Daydreamer (Flux Pavilion feat. Example)      | Gleave, Joshua Steele                   | Flux Pavilion      | 3:51 |
| 6.  | Say Nothing (Hardwell & Dannic Remix)         | Gleave, Johnny McDaid, Dragan Roganović | Dirty South        | 6:12 |
| 7.  | Close Enemies (Joker Remix)                   | Gleave, Alex Smith                      | Alex Smith         | 4:07 |
| 8.  | Close Enemies (Dyro Remix)                    | Gleave, Alex Smith                      | Alex Smith         | 4:19 |